# He Who Shall Not Bleed
He Who Shall Not Bleed — третій повноформатний альбом шведської групи Dimension Zero, виданий у 2007 році лейблом Toy's Factory. Згодом альбом було перевидано компаніями VIC Records (2008) та Candlelight (2009). Запис матеріалу відбувся у грудні 2006 року на IF Studios у Гетеборзі. Мастеринг під керівництвом Арнольда Ліндберга було здійснено у Studio Bohus Mastering.
Семпл на початку заголовної пісні «He Who Shall Not Bleed» запозичений з ролі Джеймса Грегорі у фільмі «Під планетою мавп».
Пісня «A Paler Shade of White» імовірно є посиланням до синглу британської групи Procol Harum «A Whiter Shade of Pale», що побачив світ у 1967 році.

## Список пісень
| #   | Назва                                             | Тривалість |
| --- | ------------------------------------------------- | ---------- |
| 1.  | «He Who Shall Not Bleed»                          | 2:25       |
| 2.  | «Unto Others»                                     | 2:32       |
| 3.  | «A Paler Shade of White (A Darker Side of Black)» | 2:33       |
| 4.  | «Hell Is Within»                                  | 3:02       |
| 5.  | «Red Dead Heat»                                   | 1:57       |
| 6.  | «I Can Hear the Dark»                             | 3:11       |
| 7.  | «Going Deep»                                      | 2:33       |
| 8.  | «Is»                                              | 3:12       |
| 9.  | «Deny»                                            | 3:30       |
| 10. | «The Was»                                         | 3:10       |
| 11. | «Way to Shine»                                    | 4:05       |

| Додатковий трек для Японії та Німеччини | Додатковий трек для Японії та Німеччини | Додатковий трек для Японії та Німеччини |
| #                                       | Назва                                   | Тривалість                              |
| --------------------------------------- | --------------------------------------- | --------------------------------------- |
| 12.                                     | «Stayin' Alive» (Bee Gees cover)        | 2:01                                    |

| Додатковий трек для Німеччини | Додатковий трек для Німеччини                                                                         | Додатковий трек для Німеччини |
| #                             | Назва                                                                                                 | Тривалість                    |
| ----------------------------- | --- | ----------------------------- |
| 13.                           | «Rövarvisan» (у оригіналі — дитяча пісня Торбйерна Егнера з книги «Folk och rövare i Kamomilla stad») | 1:30                          |

## Список учасників
- Йоке Єтберг — вокал
- Єспер Стремблад — гітара, бас-гітара
- Даніель Антонссон — гітара
- Ганс Нільссон — ударні